# Oreohelix
Oreohelix är ett släkte av snäckor. Oreohelix ingår i familjen Oreohelicidae.

## Dottertaxa tillOreohelix, i alfabetisk ordning[1]
- Oreohelix alpina
- Oreohelix amariradix
- Oreohelix anchana
- Oreohelix barbata
- Oreohelix californica
- Oreohelix carinifera
- Oreohelix concentrata
- Oreohelix confragosa
- Oreohelix elrodi
- Oreohelix eurekensis
- Oreohelix florida
- Oreohelix grahamensis
- Oreohelix hammeri
- Oreohelix handi
- Oreohelix haydeni
- Oreohelix hemphilli
- Oreohelix hendersoni
- Oreohelix houghi
- Oreohelix howardi
- Oreohelix idahoensis
- Oreohelix intersum
- Oreohelix jaegeri
- Oreohelix jugalis
- Oreohelix junii
- Oreohelix litoralis
- Oreohelix magdalenae
- Oreohelix metcalfei
- Oreohelix nevadensis
- Oreohelix parawanensis
- Oreohelix peripherica
- Oreohelix pilsbryi
- Oreohelix pygmaea
- Oreohelix socorroensis
- Oreohelix strigosa
- Oreohelix subrudis
- Oreohelix swopei
- Oreohelix tenuistriata
- Oreohelix uinta
- Oreohelix waltoni
- Oreohelix variabilis
- Oreohelix vortex
- Oreohelix yavapai